# Nagydobsza
Nagydobsza är en ort i Ungern.   Den ligger i provinsen Baranya, i den sydvästra delen av landet, 190 km sydväst om huvudstaden Budapest. Nagydobsza ligger 123 meter över havet och antalet invånare är 697.
Terrängen runt Nagydobsza är platt. Runt Nagydobsza är det ganska glesbefolkat, med 22 invånare per kvadratkilometer. Närmaste större samhälle är Szigetvár, 10,8 km öster om Nagydobsza. Trakten runt Nagydobsza består till största delen av jordbruksmark.